# Huguette Bärtschi
Huguette Bärtschi ist eine ehemalige Schweizer Basketballspielerin.

## Karriere
Bärtschi nahm mit der Schweizer Basketballnationalmannschaft der Damen an der Europameisterschaft 1950 in Budapest teil. In den Spielen gegen die Tschechoslowakei (16:70), die Niederlande (29:30), Italien (18:61), Israel (28:21), Österreich (28:26), Rumänien (27:34) und Belgien (29:32) erzielte die Schweizerin 26 Punkte. Gegen Italien (5) und Rumänien (8 Punkte) überzeugte Bärtschi als erfolgreichste Werferin des Teams. Ausserdem nahm Bärtschi mit der Nationalmannschaft an der Europameisterschaft 1952 in Moskau teil. In den Spielen gegen Polen (22:40), die DDR (53:8), die Sowjetunion (12:104), Österreich (34:25) und Frankreich (31:46) erzielte die Schweizerin neun Punkte. Weiterhin nahm Bärtschi mit der Nationalmannschaft an der ersten Weltmeisterschaft 1953 in Santiago de Chile teil. In den Spielen gegen Chile (28:37), Kuba (28:32), Mexiko (25:40), Peru (26:34) und erneut Kuba (17:5) erzielte die Schweizerin zwölf Punkte. Im ersten Spiel gegen Kuba (9 Punkte) überzeugte Bärtschi als erfolgreichste Werferin des Teams.